# Cavo Prina
Il cavo Prina è un canale d'irrigazione oggi non più utilizzato. L'alveo del cavo è visibile ed è stato riconosciuto come  "alveo storico".

## Antico percorso
Il canale traeva origine dal cavo Dassi sotto al Torrion Quartara, attraversava le campagne della valle dell'Arbogna e infine, sfociava nel torrente Arbogna nel territorio di Garbagna Novarese.

## Flora e fauna
Nell'alveo perennemente in secca, trovano riparo numerosi uccelli come il fagiano, l'oca, il luì, il codibugnolo, il germano reale e molti altri.
Sempre nell'alveo sono presenti erbe di vario tipo; sulle sponde non manca la vegetazione ripariale.

## Il ponte canale del cavo Canalino
Il ponte canale del cavo Canalino, è visibile dal Torrion Quartara e è costituito da un'alta arcata costruita completamente in mattoni.
Nei periodi di secca si può attraversare e si può vedere l'antico alveo.